# 시에라델톤탈투코투코
시에라델톤탈투코투코(Ctenomys tulduco)는 투코투코과에 속하는 설치류의 일종이다. 아르헨티나 서중부 산후안 주 시에라 델 톤탈의 작은 지역에서만 발견된다.